# Teungoh Kuta Batee
Teungoh Kuta Batee is een bestuurslaag in het regentschap Aceh Utara van de provincie Atjeh, Indonesië. Teungoh Kuta Batee telt 359 inwoners (volkstelling 2010).